# Mânia lui Ahile
Mânia lui Ahile este o pictură în ulei pe pânză din 1783 a artistului neoclasic francez Jacques-Louis David. Se află în colecția Muzeului de Artă Kimbell din Fort Worth, Texas, SUA.
Unul dintre ultimele tablouri istorice ale lui David, prezintă momentul din mitul grecesc în care Agamemnon îi dezvăluie lui Ahile că, de fapt, nu i-a adus-o pe fiica sa Ifigenia ca mireasă, ci mai degrabă intenționează să o sacrifice pentru a o liniști pe zeița Artemis. Ahile începe să scoată sabia cu furie când aude acest lucru, în timp ce soția lui Agamemnon, Clitemnestra, privește îndurerată și tristă, cu mâna pe umărul fiicei sale.
David a realizat lucrarea în timpul exilului său la Bruxelles. O copie din 1825 a picturii este uneori atribuită lui Michel Ghislain Stapleaux sub conducerea lui David. Această copie se află în prezent într-o colecție privată; potrivit ICIJ, este deținută prin intermediul unei companii înregistrate în Insulele Virgine Britanice de către managerul media rus Konstantin Ernst.